# Aguas Blancas (popolo)
Gli Agua Blancas (o anche Tunebo dell'ovest) sono un gruppo etnico della Colombia, con una popolazione stimata di circa 700 persone. Parlano la lingua Tunebo occidentale (codice ISO 639: TNB).
Correlati ai Tunebo dell'est e ai Tunebo. Vivono presso Santander del Sur e sono principalmente pescatori e coltivatori di mais.